# Henrik Björling
Henrik Björling, född 11 september 1919 i Hökerum, död 27 oktober 1996 i Vällingby, var en svensk ingenjör och pionjär inom svensk läkemedelsindustri. 
Björling studerade plasmafraktioneringsmetoder hos Edwin J Cohn vid Harvard Medical School i Boston, USA, 1946. 1947 började han arbeta på Kärnbolaget i Hornsberg, Stockholm. Där ledde han arbetet med att isolera och karakterisera proteinfraktioner ur blod.
I arbetet användes flera för tiden nya metoder, som elektrofores, gelfiltrering, papperskromatografi och kolonnkromatografi. Denna verksamhet blev en av de främsta i världen och ledande i antalet olika fraktioner som kunde framställas i mycket ren form. Björling var chef för plasmafraktioneringsverksamheten vid Kärnbolaget (senare Kabi) i mer än 20 år. Storsäljarna Albumin och Gammaglobulin är exempel på produkter som framställdes där. 
Björling fick Kungliga Ingenjörsvetenskapsakademiens guldmedalj 1973, för utveckling av metoder för att ur blodplasma isolera olika proteinfraktioner.